# 호놀룰루 스타 불레틴

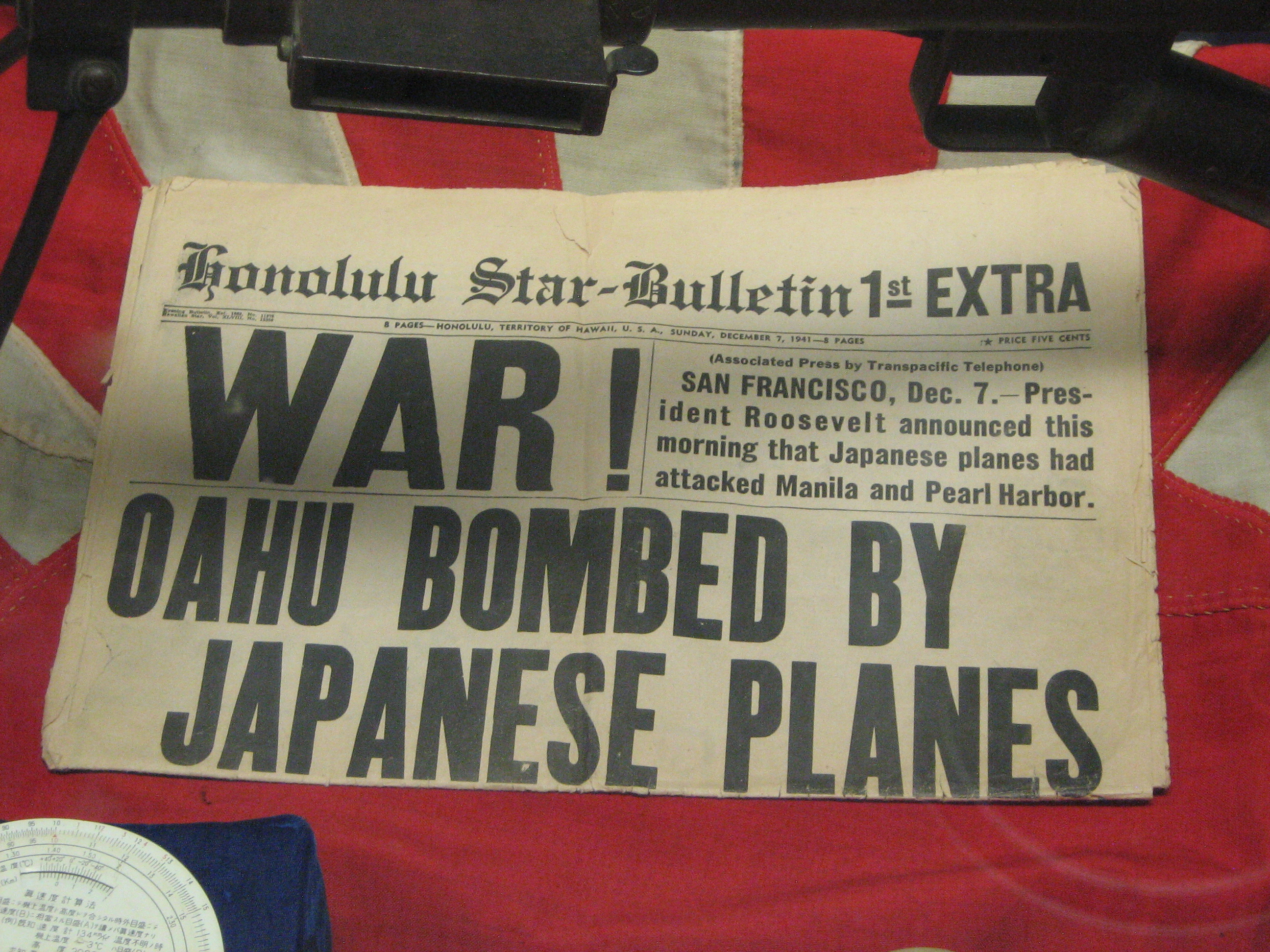

호놀룰루 스타 불레틴 (Honolulu Star-Bulletin) 은 미국 하와이 호놀룰루를 거점으로 하는 미국의 일간지 신문이다. 2010년 6월 6일 출판을 중지하였으며 그 이전에는 하와이 주에서 2번째로 규모가 큰 일간지였다. 미드위크라는 자매지가 존재하며 빅토리아의 블랙 프레스, 브리티시 콜롬비아, 캐나다가 소유하고 있으며 하와이 투자자들에 의해 관리받고 있었다. 2010년 6월 7일, 애드버타이저와 합병 후 호놀룰라 스타 애드버타이저로 개명되었다.